# 革命和叛亂列表
革命和叛亂列表是一個關於歷史上世界各地革命和叛亂事件的列表。

## 中國歷史

### 古代
- 前1600年，商湯滅夏、鳴條之戰
- 前15世纪：商朝九世之亂
- 前11世纪，武王滅商、牧野之戰
- 前1040年代：西周三監之亂
- 前842年：西周國人暴動
- 前480年：後衛莊公兵變
- 前210年：秦朝沙丘之變
- 前209年：陳勝、吴廣起兵、大澤起義
- 前206年：劉邦、项羽起兵、秦末農民戰爭
- 前154年：吳楚七國之亂
- 17-24年：赤眉軍、綠林軍舉事
- 184年：東漢黃巾之亂
- 291-306年：西晉八王之亂
- 311年：西晉永嘉之亂
- 4世纪初期：西晉五胡亂華
- 548年：南北朝時期侯景之亂
- 611-624年：隋末農民起義
- 626年：唐朝玄武門之變
- 756-763年：安史之亂
- 859-884年：唐末農民戰爭
- 960年：後周陳橋兵變
- 993-996年：北宋王小波、李顺起義
- 1063年：遼朝道宗時期重元之亂
- 1118-1120年：宋江起義
- 1120-1121年：方臘起義
- 1125-1127年：北宋靖康之禍
- 1129年：南宋苗劉兵變
- 1197年：香港大奚山鹽民起義
- 1276-1367年：元朝民變
- 1307年：元朝大都政變
- 1399-1402年：明朝靖難之變
- 1449年：土木堡之變
- 1627-1644年：明末農民起義
- 1644年：甲申國難
- 1673年-1681年：三藩之亂
- 1796-1804年：川楚白蓮教起義
- 1813年：癸酉之亂

### 近代
- 1851-1864年：太平天國運動
- 1853-1868年：捻軍叛亂
- 1862-1873年：同治陕甘回變
- 1862-1877年：同治回亂
- 1898年：清朝戊戌政變
- 1899-1901年：義和團事件
- 1910年：庚戌新軍起義
- 1911年：辛亥革命
- 1913年：二次革命
- 1915年-1916年：護國戰爭
- 1917年-1922年：護法運動
- 1919年：五四運動
- 1924-1927年：國民大革命
- 1936年：西安事變
- 1946年-1950年：國共第二次内戰
- 1959年：1959年藏區騷亂
- 1966-1976年：文化大革命
- 1989年：六四天安門事件
- 2014年：香港雨傘革命
- 2019年：香港反對逃犯條例修訂草案運動
- 2022年：中國白紙運動

## 世界历史

### 古代
- 前490年代：古希腊伊奥尼亚起义
- 前2世纪-前1世纪：羅馬共和國兩次西西里奴隸起義
- 前90年：羅馬共和國馬爾西戰爭
- 前73-前71年：斯巴達克斯起義
- 42-43年：越南徵氏姐妹二征起義
- 66-135年：羅馬帝國猶太戰爭
- 645年：日本大化革新
- 718-1492年：西班牙收復失地運動
- 726-843年：拜占庭聖像破壞運動
- 810年：日本藥子之變
- 965-967年：越南十二使君之亂
- 1156年：日本保元之乱
- 1159年：日本平治之亂
- 1221年：日本承久之亂
- 1324年：日本正中之變
- 1331-1333年：元弘之變
- 1335-1336年：日本南北朝延元之亂
- 1349-1352年：觀應之亂
- 1358年：法國札克雷暴動
- 1381年：英格蘭瓦特·泰勒農民起義
- 1398年：朝鲜第一次王子之亂
- 1400年：朝鲜第二次王子之亂
- 1418-1427年：越南藍山起義
- 1419年：第一次布拉格拋窗事件，胡斯戰爭
- 1441年：日本嘉吉之亂
- 1467-1477年：日本室町幕府應仁之亂，日本進入戰國時代
- 1493年：日本明應之變
- 1521-1523年：瑞典獨立戰爭
- 1524-1525年：德意志農民戰爭
- 1565年：日本永祿之變
- 1568-1648年：荷蘭獨立戰爭
- 1582年：日本本能寺之變
- 1618年：第二次布拉格拋窗事件，三十年戰爭
- 1639-1651年：英格蘭三國之戰
- 1640-1648年：葡萄牙王政復辟戰爭
- 1642-1651年：英國清教徒革命
- 1648-1653年：法國投石黨之亂
- 1652年：台灣郭懷一事件
- 1688-1689年：英國光榮革命
- 1720-1722年：台灣朱一貴事件

### 近代
- 1760-1840年：英國第一次工業革命，歷經大不列顛王國、愛爾蘭王國，大不列顛暨愛爾蘭聯合王國時期
- 1765-1791年：美國革命導致北美十三州脫離大英帝國並且創建美利堅合眾國
- 1773年：美國波士頓茶葉事件
- 1778-1783年：美國獨立戰爭，脫離英國統治
- 1786-1788年：台灣林爽文事件
- 1789-1799年：法國大革命
- 1791-1804年：海地革命
- 1792-1802年：法國大革命戰爭
- 1794年：法國熱月政變
- 1796年：法國旺代戰爭
- 1799年：法國霧月政變，隨即進入拿破崙時代
- 1808年：西班牙五月二日起義
- 1808-1814年：西班牙獨立戰爭
- 1810-1816年：阿根廷五月革命
- 1821-1832年：希臘獨立戰爭
- 1830年：法國七月革命、比利時革命
- 1832年：台灣張丙事件
- 1837年：加拿大1837年叛乱
- 1848年：1848年革命、法國二月革命
- 1857-1858年：印度民族起義
- 1861-1865年：美國南北戰爭
- 1862-1864年：台灣戴潮春事件
- 1864年：日本江戶幕府禁門之變
- 1868年：日本明治維新，進入大日本帝國時期
- 1870-1945年：西歐第二次工業革命，歷經義大利王國、德意志第二帝國、第一次世界大戰、戰間期、第二次世界大戰時期
- 1873年：日本明治六年政變
- 1882年：朝鮮壬午兵變
- 1894年：朝鮮東學黨之亂
- 1895年：台灣民主國成立，乙未戰爭，朝鮮乙未事變
- 1896-1898年：菲律賓他加祿戰爭
- 1896-1902年：抗日三猛起義
- 1899-1902年：菲律賓起義
- 1900-1901年：八國聯軍之役，庚子俄難，慈禧、光緒逃往西安，北京淪陷。

### 现代
- 1905-1907年：1905年俄國革命
- 1905-1911年：波斯立宪革命
- 1910-1911年：墨西哥革命
- 1912-1914年：台灣苗栗事件
- 1915-1916年：台灣西來庵事件
- 1916-1918：阿拉伯大起義
- 1917年：俄國二月革命、十月革命
- 1918-1919年：德國十一月革命
- 1919年：朝鮮三一運動
- 1919-1921年：愛爾蘭獨立戰爭
- 1919-1923年，土耳其凯末尔革命
- 1920-1934年：印度不合作運動
- 1922-1923年：愛爾蘭內戰
- 1923年：威瑪共和國慕尼黑政變
- 1930年：台灣霧社事件
- 1930-1934年：台灣話文運動
- 1932年：泰國暹罗立宪革命、日本五一五事件
- 1936-1939年：西班牙內戰
- 1936年：日本二二六事件
- 1944年：波蘭華沙起義
- 1947年：二二八事件
- 1948-1989年：馬來亞緊急狀態，反殖民衝突。馬來亞民族解放軍成立。
- 1952年：埃及七月革命
- 1953年：東德六一七事件
- 1954-1962年：阿爾及利亞戰爭
- 1956年：匈牙利十月事件、八月宗派事件、波蘭波茲南事件
- 1956年：台灣共和國臨時政府
- 1957年：泰国1957年軍事政變
- 1959年：古巴革命
- 1960年：台灣雷震事件，韓國4.19革命
- 1961年：韩国516軍事政變
- 1962年:1962年緬甸軍事政變
- 1962-1990年：砂拉越共产主义叛乱
- 1963-1978年：伊朗白色革命
- 1964年：巴西政變
- 1968年：布拉格之春
- 1969年：利比亞綠色革命
- 1973年：泰国1973年軍事政變
- 1973年：智利軍人政變
- 1974年：康乃馨革命
- 1979年：伊朗伊斯蘭革命，成立伊斯蘭共和國。
- 1979年：臺灣美麗島事件
- 1980年：韩国雙十二政變引發光州民主化运动
- 1983年：波蘭團結工會示威
- 1986年：菲律賓人民力量革命，馬可斯下台
- 1987年：韩国六月民主運動，結束40年獨裁統治
- 1989年：東歐劇變、捷克斯洛伐克革命、羅馬尼亞革命
- 1990年：南斯拉夫內戰：克羅地亞戰爭、波斯尼亞戰爭、科索沃戰爭

### 21世纪
- 2001年：马其顿武装冲突、阿富汗战争 (2001年)、阿根廷骚乱
- 2004-2005年：颜色革命、玫瑰革命、橙色革命、郁金香革命、番红花革命、茉莉花革命
- 2005年：烏茲別克安集延事件
- 2007年：马来西亚净选盟大集会
- 2006年：泰國軍事政變
- 2008年：科索沃獨立，未獲國際普遍承認
- 2011年：阿拉伯之春，又稱「阿拉伯起義」，在北非和西亞的阿拉伯國家發生一系列民主化社會運動，部分國家進行政權更替，但並未民主化
- 2011年：马来西亚净选盟2.0集会
- 2011年：叙利亚发生企图推翻阿萨德独裁统治的革命，引發叙利亚內戰
- 2012年：马来西亚净选盟3.0集会
- 2012年：马来西亚绿色盛会2.0
- 2014年：烏克蘭親歐盟示威運動引發的克里米亞危機、頓巴斯戰爭
- 2014年：香港雨傘革命、泰國軍事政變、台灣太陽花學運、布基納法索起義
- 2015年：也門內戰、2015年布隆迪動亂
- 2015年：马来西亚净选盟4.0集会
- 2016年：马来西亚净选盟5.0集会
- 2017年：伊朗示威、津巴布韋政變
- 2018年：亞美尼亞示威、尼加拉瓜示威、蘇丹示威
- 2019年：蘇丹軍事政變、委內瑞拉總統與議長地位危機、香港反對逃犯條例修訂草案運動、玻利維亞示威、伊朗抗议、黎巴嫩示威、智利示威、蘇丹示威、印度尼西亞學運、海地示威、厄瓜多抗議、伊拉克抗議
- 2020年：美國乔治·弗洛伊德之死、白俄羅斯示威、馬里軍事政變、馬來西亞政治危機、奈及利亞抗議、吉爾吉斯示威、納戈爾諾-卡拉巴赫戰爭、泰國示威、馬里抗議活動、印尼反對新勞工法示威、秘魯示威
- 2021年：緬甸政變、荷蘭阿姆斯特丹暴動
- 2023年：蘇丹衝突、瓦格納集團兵變

## 另見
- 世界戰爭列表